# 山案座κ
山案座κ，又名CP-79 202，HD 40953、SAO 256248、HR 2125，是山案座的一颗恒星，视星等为5.47，位于銀經291.13，銀緯-29.44，其B1900.0坐标为赤經5h 57m 1.7s，赤緯-79° -29.44′ 43″。